# Knut Falck (journalist)

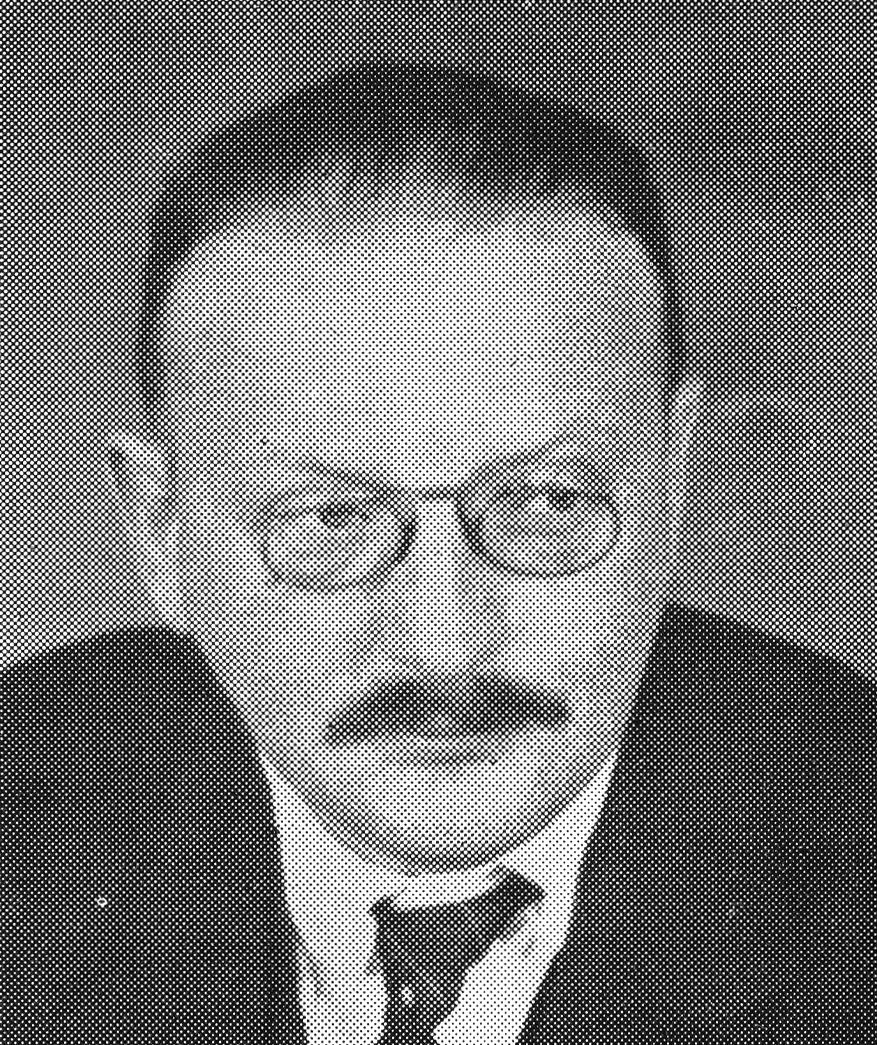
Knut Falck.

Knut Georg Falck, född 21 december 1877 i Tärendö i Norrbotten, död 20 juli 1943 i Hedvig Eleonora församling i Stockholm, var en svensk journalist.
Falck studerade några år i Uppsala men tog ingen examen utan började sin journalistiska bana på Svenska Dagbladet 1899. Där stannade han (med ett par korta mellanspel på Dagens Nyheter och Telegrambyrån) till 1928. Han blev senare medarbetare i Stockholms-Tidningen.
Falck var en flitig referent vid riksdagen och Stockholms stadsfullmäktige. Han skrev även lustiga och godmodiga kåserier under signaturen Minimax.
I Svenska Dagbladets historia I 1884–1940 beskrivs han som den bäste referent som tidningen någonsin haft och man frågar sig ”om den svenska pressen haft hans like i förmågan att snabbt, korrekt och koncentrerat referera ett tal eller ett föredrag.”
Knut Falck är begravd på Norra begravningsplatsen utanför Stockholm.